# Deniz Dagdelen
Deniz Dagdelen (18 luglio 1997) è un taekwondoka turco.

## Palmarès
- Europei

Kazan 2018: bronzo nei 54 kg.
Manchester 2022: bronzo nei 54 kg.